# Attleboro, Massachusetts

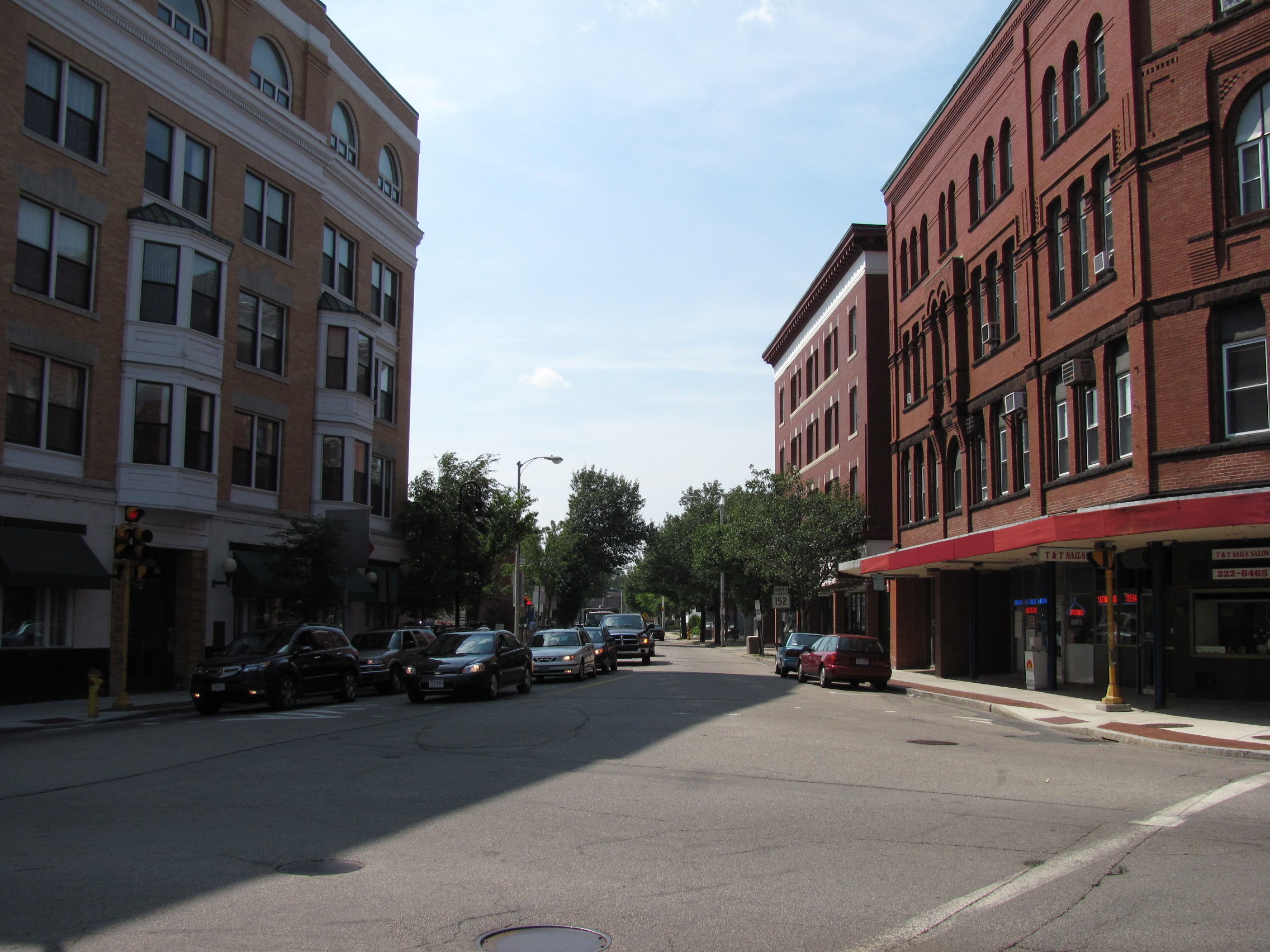

Attleboro, Massachusetts là một thành phố thuộc quận Bristol trong tiểu bang thịnh vượng chung Massachusetts, Hoa Kỳ. Thành phố có tổng diện tích km², trong đó diện tích đất là km². Theo điều tra dân số Hoa Kỳ năm 2000, thành phố có dân số 42.068 người.
Attleboro nằm ngay ở phía bắc của Pawtucket, Rhode Island. Đã từng được gọi là "Thủ đô trang sức của thế giới" cho các nhà sản xuất đồ trang sức rất nhiều của nó, Attleboro có dân số 42.068 điều tra dân số 2000, và dân số 43.645 người thời điểm tháng 7 năm 2009.
Attleboro được thành lập từ một phần của Rehoboth năm 1694 là thị trấn của Attleborough. Nó được reincorporated năm 1914 là thành phố Attleboro. Attleboro bao gồm các thị trấn của Bắc Attleborough cho đến năm 1887 và Cumberland, Rhode Island, cho đến 1747. Khi thành phố lại kết hợp vào năm 1914, "ugh" đã được gỡ bỏ từ tên Bắc Attleborough giữ nó. Cũng giống như nhiều thị trấn ở tiểu bang Massachusetts, nó được đặt theo tên một thị trấn Anh.